# Tom Blomqvist
Tom Leonard Blomqvist , född 30 november 1993 i Cambridge, är en svensk-brittisk professionell racerförare och fabriksförare för BMW Motorsport i WEC och Formel E, med BMW:s team Andretti Autosport.
Han är son till rallyvärldsmästaren Stig Blomqvist.

## Racingkarriär

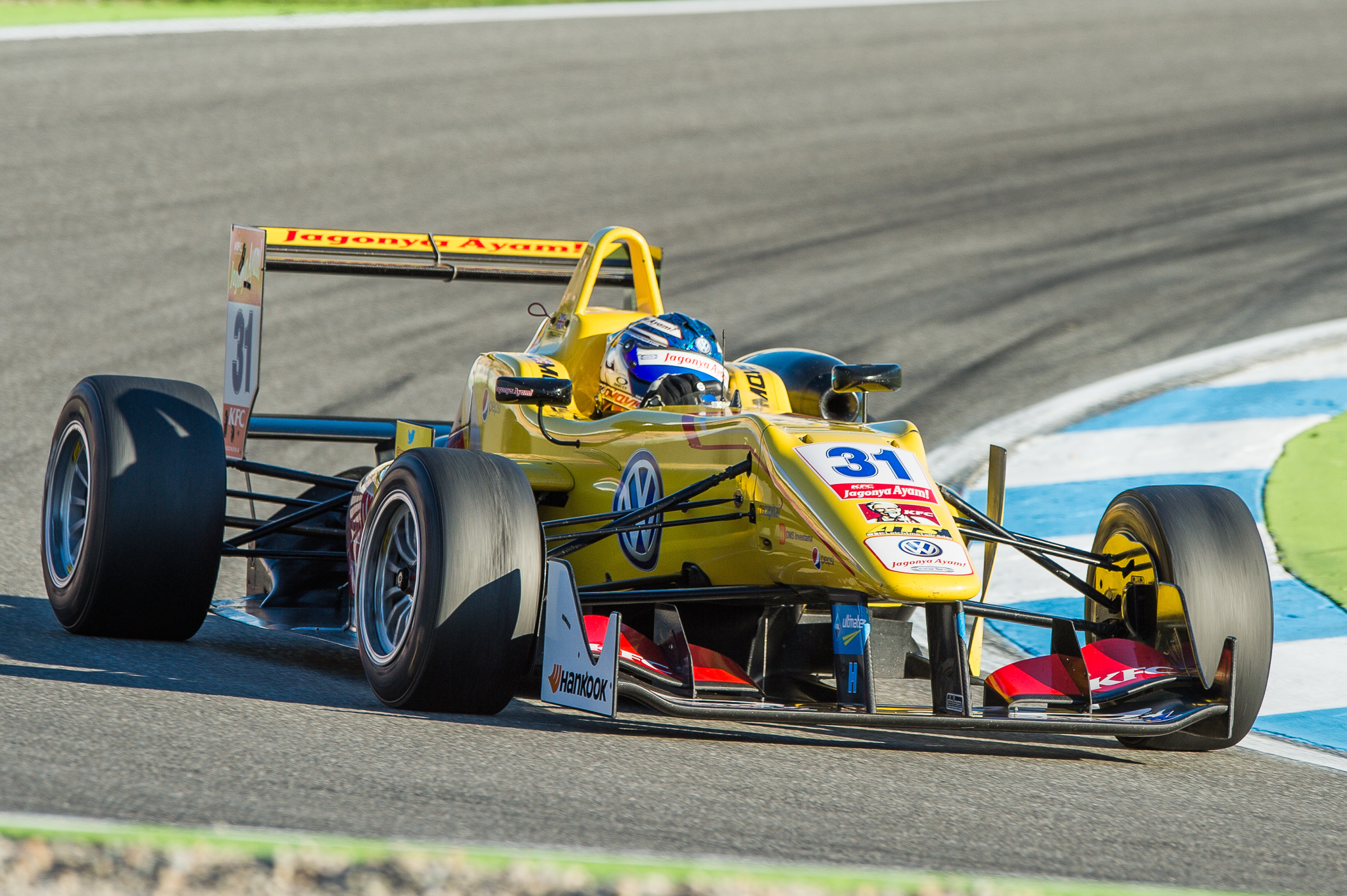
Tom Blomqvist i FIA F3 på Hockenheimring 2014.

Tom Blomqvist hade en framgångsrik karriär i karting på Nya Zeeland mellan 2003 och 2008 innan han flyttade till över till Formel Renault i Europa. 2009 kom han trea i Formula Renault 2.0 Sweden, endast 15 år gammal och året därpå vann han Formula Renault 2.0 UK. Därefter har han kört Formel 3, först i Tyskland och senare i Formula 3 Euro Series.